# Římskokatolická farnost Stvolínky
Římskokatolická farnost Stvolínky (něm. Drum) je církevní správní jednotka sdružující římské katolíky na území obce Stvolínky a v jejím okolí. Organizačně spadá do českolipského vikariátu, který je jedním z 10 vikariátů litoměřické diecéze. Centrem farnosti je kostel Všech svatých ve Stvolínkách.

## Historie farnosti
Duchovní správa je ve Stvolínkách doložena poprvé k roku 1358, přičemž nejstarší zpráva o obci je již z konce 12. století. Existence fary je doložena v roce 1369 v rejstřících papežských desátků v pražské diecézi.
Původní dřevěný kostel byl goticky přebudován na kamennou stavbu kolem roku 1400. Za reformace (doložen rok 1554) sloužil farní kostel Všech svatých protestantům, a katolíci byli nuceni využívat pouze hřbitovní kostelík sv. Justina (o němž je první jistě doložená zpráva z roku 1607).
V pozdější době se farnost vrátila ke katolické víře. V roce 1811 byl farní kostel empírově upraven, a od té doby již na něm nebyly činěny další architektonické zásahy. Ve 20. století začala být farnost administrována z Kravař. Farní kostel postupně zchátral, takže dnes je ve velice nedobrém stavu, a pracuje se na jeho záchraně. Pro bohoslužby byla na faře zřízena kaple.

### Duchovní správcové vedoucí farnost
Začátek působnosti jmenovaného v duchovní správě farnosti od:
- 1358 Joannes (Jan, z patronátu Hynka z Klučova)
- 1360 Jacobus (Jakub)
- 1367 Kříšťan (Křišťan) z Benešova
- 1380 Vitus (Vít[2])
- 1723 Wenceslaus Wagner
- 1728 Antonius Erbeni Ritter von Schönerberg
- 1732 Franciscus Josef Linek
- 1737 Franciscus Donath
- 1738 Franciscus Joseph Ringelhan
- 1755 Joannes Christophorus Weber, n. Wernstdt, † 10. 7. 1767
- 1762 Josef Eschler, † 11. 4. 1783
- 1767 Franc. Ambros. Strahl, † 27. 2. 1800
- 1767 Zacharias Broze
- 1779 Wenc. Josef Schleichert, † 15. 12. 1809
- 1809 Ignat. Münzberg, n. 30. 6. 1772 Georgenthal, o. 21. 1. 1799, † 9. 10. 1834
- 1811 Franc. Boehm, n. 27. 1. 1780 Türmitz, o. 9. 9. 1804, † 13. 7. 1857
- 1836 Vinc. Urban, n. 13. 6. 1790 Tuháň, o. 7. 8. 1813, † 27. 8. 1851
- 1852 Vinc. Heller, n. 30. 1. 1803 Wegstädtl, o. 2. 9. 1829, † 14. 10. 1860
- 1861 par. vacat, admin. int. Josef Novotný
- 1862 Thadd. Stoessl, n. 27. 10. 1816 Leipa, o. 3. 8. 1840, † 14. 7. 1883
- 1879 par. vacat, admin. int. Franc. Stalla
- 1880 Anton. Neumann, n. 16. 6. 1841 Olbersdorf, o. 15. 7. 1867
- 1883 par. vacat, admin. Franc. Hampel
- 1900 Franc. Hampel, n. 27. 5. 1844 Leopoldsruh, o. 20. 7. 1869, † 1. 7. 1901
- 1901 Franc. Stalla, n. 6. 8. 1845 Wiedelitz, o. 21. 7. 1872, † 28. 12. 1911
- 1911 Gust. Funk, n. 1. 3. 1883 Kaaden, o. 15. 7. 1906, † 20. 5. 1936
- 1936 par. vacat, admin. exc. Ferd. Müller
- 1938 Eduard Eger, n. 18. 9. 1880 Seifhennersdorf, o. 5. 7. 1914, † 5. 1. 1973
- 1. 1. 1941 Car. Vielkind, n. 9. 1. 1903 Grottau, o. 1. 7. 1928, † 30. 6. 1986
- 20. 9. 1946 Adolf Wolletz, admin. exc. z Holan
- 1. 9. 1948 František Ondrouch
- 1. 3. 1951 Václav Hataš
- 1. 12. 1951 Antonín Němeček
- 26. 8. 1953 Vojtěch Kulísek, admin.
- 1. 2. 1957 Václav Hataš
- 1. 12. 1970 Jan Křížek, SDB, admin. exc. z Kravař
- 1. 6. 1990 Milan Matfiak
- 1. 8. 1991 Josef Pavlas SDB
- 1. 7. 1993 Ondřej Bakoň
- 1. 11. 2001 Josef Rousek, admin. exc. z Jestřebí, † 9. 10. 2020
- 12. 10. 2020 Rudolf Repka, admin. exc.; od 1. 8. 2022 admin. exc. in spiritualibus ze Cvikova
  - 1. 8. 2022 Milan Mordačík, trvalý jáhen, admin. exc. in materialibus z Dubé[3]

Kromě kněží stojících v čele farnosti, působili ve farnosti v průběhu její historie i jiní kněží. Většinou pracovali jako farní vikáři, kaplani, katecheté, výpomocní duchovní aj.

## Území farnosti
Do farnosti náleží území těchto obcí:
- Hvězda pod Vlhoštěm
- Stvolínky

## Římskokatolické sakrální stavby na území farnosti
| | Fotografie | Stavba                    | Místo               | Bohoslužby                      | Zeměpisné souřadnice             | Status          | Číslo kulturní památky           |
| Kostel | Kostel     | Kostel                    | Kostel              | Kostel                          | Kostel                           | Kostel          | Kostel                           |
| --- | ---------- | ------------------------- | ------------------- | ------------------------------- | -------------------------------- | --------------- | -------------------------------- |
| 1. |            | Kostel Všech svatých      | Stvolínky           | bližší informace o bohoslužbách | 50°37′52″ s. š., 14°25′43″ v. d. | farní kostel    | 16242/5-3312 (Pk•MIS•Sez•Obr•WD) |
| Kaple |            |                           |                     |                                 |                                  |                 |                                  |
| 2. |            | Kaple sv. Jakuba Staršího | Hvězda pod Vlhoštěm | bližší informace o bohoslužbách | 50°36′9″ s. š., 14°26′24″ v. d.  | kaple           | —                                |
| 3. |            | Kaple sv. Justina         | Stvolínky           | bližší informace o bohoslužbách | 50°37′43″ s. š., 14°25′50″ v. d. | hřbitovní kaple | 26790/5-3314 (Pk•MIS•Sez•Obr•WD) |
| 4. |            | Kaple                     | Stvolínky           | neslouží se pravidelně          | 50°37′52″ s. š., 14°25′44″ v. d. | oratoř na faře  | —                                |
| Některé drobné sakrální stavby a pamětihodnosti lze dohledat zde v databázi Drobné sakrální památky Zaniklé sakrální stavby lze dohledat zde v databázi Poškozené a zničené kostely, kaple a synagogy v České republice |            |                           |                     |                                 |                                  |                 |                                  |

Ve farnosti se mohou nacházet i další drobné sakrální stavby, místa římskokatolického kultu a pamětihodnosti, které neobsahuje tato tabulka.

## Příslušnost k farnímu obvodu
Z důvodu efektivity duchovní správy byl vytvořen farní obvod (kolatura) farnosti Jestřebí, jehož součástí je i farnost Stvolínky, která je tak spravována excurrendo. Přehled těchto kolatur je v tabulce farních obvodů českolipského vikariátu.